# Hemigrammocypris rasborella
Hemigrammocypris rasborella (Fowler, 1910), unico esponente del genere Hemigrammocypris, è un piccolo pesce d'acqua dolce e salmastra appartenente alla famiglia Cyprinidae.

## Distribuzione e habitat
Questa specie è endemica delle isole giapponesi di Honshū, Shikoku e Kyūshū, dove è diffuso in stagni e laghi.

## Descrizione
H. rasborella presenta un corpo allungato e snello, con profilo dorsale arcuato e ventre pronunciato; le pinne sono triangolari, gli occhi grandi. La livrea presenta un fondo color sabbia con riflessi metallici verdi e rosati. Lungo i fianchi corre una leggera linea bruna sormontata da un'altra linea color oro. Ogni scaglia è delicatamente puntinata di bruno vicino all'attaccatura. Le pinne sono trasparenti. Le femmine presentano un ventre più pronunciato. Raggiunge una lunghezza massima di 6 cm.

## Alimentazione
Ha dieta onnivora, si nutre di alghe e piccoli animali acquatici.

## Pesca
Questa specie è allevata e commerciata per l'industria della pesca in Giappone.

## Acquariofilia
Sebbene non conosciuto a livello mondiale, è allevato da appassionati.